# Xavier Benguerel (Komponist)
Xavier Benguerel i Godó (* 9. Februar 1931 in Barcelona; † 10. August 2017 ebenda) war ein spanischer Komponist.

## Biografie
Xavier Benguerels Vater, der Schriftsteller Xavier Benguerel i Llobet, war nach Beendigung des spanischen Bürgerkriegs gezwungen, ins Exil nach Südamerika zu gehen. Sein Sohn Xavier Benguerel erhielt seine erste musikalische Ausbildung 1941 bis 1945 in Santiago de Chile. Auf dem Gebiet der Komposition war er jedoch weitgehend Autodidakt. Nach seiner Rückkehr nach Barcelona 1954 erhielt er Unterricht bei Cristòfor Taltabull. 1955 gewann er den ersten Preis beim Kompositionswettbewerb der Juventudes Musicales de Barcelona, deren Mitglied er 1959 wurde. Benguerels Karriere begann 1960 mit einer Aufführung während des Festivals der Internationalen Gesellschaft für Neue Musik in Köln. Seitdem wurden seine Werke regelmäßig aufgeführt und vielfach in Deutschland verlegt. 1963 gründete er das Festival Internacional de Música de Barcelona mit. In den folgenden Jahren erhielt er bedeutende Kompositionsaufträge, unter anderem der Stadt Den Haag, des Schütz Festivals in Berlin, des Südwestfunks Baden-Baden, der Biennale in Zagreb, des English Bach Festivals in London sowie des Orquesta National Madrid und des spanischen Rundfunks RTVE. 1977 wurde ihm für sein Gesamtwerk der Premio Luigi Dallapiccola verliehen. Benguerel war Mitglied von Confluèncias, einer unabhängigen Gruppe katalanischer Komponisten. Er lebte als freischaffender Komponist in Barcelona.

## Werke (Auswahl)
- Sonata para violin y piano
- Divertimento para flauta, clarinete y fagot
- Cantata d’amic i amat
- Concierto para dos flautas
- Nocturno de los avisos
- Sinfonia para pequena orquesta
- Concierto para órgano y orquesta
- Arbor
- Concierto para percusión y orquesta
- Spleen
- Versus
- Tempo
- Requiem
- Música para percusión y cuerda
- Dos poemas de Charles Beaudelaire
- Llibre vermell
- Te Deum
- Concertante